# Eleccions generals d'Irlanda del Nord de 1933
Les eleccions generals d'Irlanda del Nord de 1933 es van celebrar el 30 de novembre de 1933 amb una nova incontestable victòria del Partit Unionista de l'Ulster (PUU) de James Craig.

## Resultats
| Partit                  | Líder            | Vot popular | %     | Escons | Canvi (de 1933) |
| Partit Unionista        | James Craig      | 73.791      | 43,5% | 36     | -1              |
| Unionista Independent   |                  | 36.132      | 21,3% | 3      |                 |
| Nacionalistes           | Joseph Devlin    | 22.269      | 13,1% | 9      | -2              |
| Laboristes              | Jack Beattie     | 14.436      | 8,5%  | 2      | -1              |
| Republicà Independent   | Paddy Mc Logan   | 13.106      | 7,7%  | 1      |                 |
| Fianna Fáil             | Éamonn de Valera | 7.404       | 6,8%  | 1      |                 |
| Lliga Nacional del Nord |                  | 2.211       | 1,3%  |        |                 |
| Independent             |                  | 311         | 0,2%  |        |                 |